# لا بل اوترو
لا بل اوترو (انگلیسی: La Belle Otero; ۴ نوامبر ۱۸۶۸ – ۱۰ آوریل ۱۹۶۵) رقص، بازیگر، روسپی درباری اهل اسپانیا بود.
لا بل اوترو (زادهٔ ۴ نوامبر ۱۸۶۸ – درگذشتهٔ ۱۰ آوریل ۱۹۶۵) یک رقصنده، بازیگر و کورتیزان اسپانیایی بود که در اواخر قرن نوزدهم و اوایل قرن بیستم به شهرت رسید. او یکی از مشهورترین زنان در جامعهٔ اشرافی اروپا بود و به دلیل زیبایی، استعداد و روابط عاشقانه‌اش با شاهان، نجیب‌زادگان و شخصیت‌های برجسته، به افسانه‌ای در دنیای هنر و فرهنگ تبدیل شد.

## زندگی اولیه
لا بل اوترو با نام اصلی آگوستینا اوتر وگاس در یک خانوادهٔ فقیر در گالیسیا، اسپانیا متولد شد. در دوران نوجوانی، به دلیل استعداد طبیعی در رقص، به دنیای سرگرمی وارد شد و به سرعت توجه محافل فرهنگی را به خود جلب کرد. او ابتدا در اسپانیا و پرتغال اجرا می‌کرد، اما بعداً به فرانسه رفت، جایی که به یکی از ستاره‌های بزرگ کاباره‌های پاریس تبدیل شد.

## شهرت و موفقیت در هنر
اوترو با رقص‌های پرشور و اجراهای خیره‌کننده‌اش در سالن‌های مشهوری مانند مولن روژ و فولی برژر، به نماد زیبایی و فریبندگی بدل شد. سبک اجرایی او، ترکیبی از رقص سنتی اسپانیایی و حرکات نمایشی مدرن بود که او را از دیگر رقصندگان متمایز می‌کرد. او همچنین در چندین نمایش و اپراهای موزیکال ظاهر شد و مورد تحسین قرار گرفت.

## زندگی شخصی و روابط عاشقانه
اوترو به دلیل روابط عاشقانه‌اش با افراد برجسته از جمله پادشاه ادوارد هفتم بریتانیا، تزار نیکولای دوم روسیه، شاه لئوپولد دوم بلژیک و دیگر شخصیت‌های مهم، شهرت فراوانی داشت. این روابط نه‌تنها شهرت او را افزایش داد، بلکه ثروت هنگفتی نیز برایش به ارمغان آورد. او به دلیل جواهرات گران‌بها، لباس‌های فاخر و سبک زندگی تجملی‌اش، یکی از افسانه‌ای‌ترین چهره‌های زمان خود شد.

## دوران افول و سال‌های پایانی
با گذشت زمان و تغییر سلیقه‌های عمومی، محبوبیت لا بل اوترو کاهش یافت. او بخش زیادی از ثروت خود را در شرط‌بندی و قمار از دست داد و سرانجام در فقر درگذشت. او سال‌های پایانی عمرش را به صورت منزوی در نیس، فرانسه گذراند.

## میراث
اگرچه او زندگی خود را در فقر به پایان رساند، اما همچنان یکی از بزرگ‌ترین نمادهای زیبایی و فریبندگی در تاریخ هنر و فرهنگ باقی مانده است. داستان زندگی او الهام‌بخش کتاب‌ها، فیلم‌ها و نمایش‌های متعدد بوده و نام او همچنان به عنوان یکی از مشهورترین کورتیزان‌های تاریخ در یادها باقی مانده است.